# Жировой-Засекин, Фёдор Борисович
Князь Фёдор Борисович Жировой-Засекин — рында и воевода во времена правления Ивана IV Васильевича Грозного и Фёдора Ивановича.
Из княжеского рода Жировые-Засекины. Единственный сын князя Бориса Дмитриевича Жирового-Засекина (по отцу в поколенной росписи поданной в 1682 году именован с прозвищем — "Шишлан").

## Биография
В сентябре 1571 года рында с государевым копьём, а после с государевой рогатиной в походе против крымцев из Александровой слободы к Николе Зарайскому, в Каширу, Коломну, Серпухов и возвратился обратно в Александрову слободу. В октябре 1572 года, на бракосочетании царя Ивана Грозного с Марфою Васильевной Собакиной государево платье берёг и отпускал. В 1584 году воевода в Михайлове. В 1585-1586 годах описывал Николаевский Курьюжный монастырь в Белозёрском уезде.
По родословной росписи показан бездетным.